# Бій на рейді Латакії
Бій на рейді Латакії — епізод війни Судного дня; морський бій, атака ізраїльських ракетних катерів на сили сирійських ВМС поблизу їх військово-морської бази Латакія в ніч з 6 на 7 жовтня 1973 року.
Перший у світовій військово-морськії історії бій, в якому протиборчі сторони використовували протикорабельні крилаті ракети.
Результатом бою стала перемога ізраїльського флоту — в бою було знищено п'ять сирійських суден. Також була доведена дієздатність такого виду зброї, як оснащені засобами радіоелектронної боротьби ракетні катери.

## Перебіг подій
Вже через дві години після атаки єгипетських та сирійських військ, о 17.00 6 жовтня 1973 року тактична група з п'яти ракетних катерів «Мезанек», «Гааш», «Ханіт», «Мівтах» і «Решеф» типу «Саар-2» і «Саар-3» під прапором адмірала Міхаеля Баркаі вийшла з військово-морської бази в Хайфі і двома кільватерними колонами попрямувала до сирійського порту Латакія. Групі було поставлено завдання завдати удару по порту і військово-морській базі Латакія і знищити військові кораблі противника, що перебували в базі. За задумом, два катери мали завдати удару з північного заходу, інші — з південного заходу. Завдання пошуку кораблів противника, наведення на виявленого противника ударних сил і видача цілевказівки, створення перешкод засобами радіолокаційного спостереження противника покладались на чотири вертольоти, розташовані на двох малих десантних кораблях.
Приблизно в 35 милях від берега ізраїльські катери були виявлені сирійським тральщиком «Аль Ярмук» (екс-радянський проект 254), який знаходився в рейдовому дозорі. Для впізнання цілей був висланий торпедний катер К-123, який також виконував функції дозору. О 22.28 ізраїльська корабельна група вступила в бій — катер «Решеф» здійснив попереджувальний постріл по торпедному катеру з 76-мм гармати. У відповідь сирійці відкрили кулеметний вогонь. Після цього ізраїльтяни відкрили щільний вогонь по ньому. В результаті попадання, сирійський катер вийшов з ладу, проте дії ізраїльської групи були розкриті противником. Після отримання цілевказівки, зважаючи на те, що обидві цілі, — катер і тральщик, — знаходилися в зоні пуску ПКР Gabriel, ізраїльські катери атакували кораблі дозору — по тральщику «Ярмук», який намагався відійти під прикриття берегових артилерійських батарей, було випущено три ракети, дві з яких потрапили в ціль. Залишивши добивати торпедний катері і тральщика катер «Ханіт», група збільшила швидкість і попрямувала прямо до порту, відмовившись від обхідного маневру: до цього моменту сирійці вже знали про напад ізраїльських катерів.
За декілька хвилин вертольоти виявили три сирійських ракетні катери — один 205-го проекту і два проєкту 183-Р, які йшли в порт Тартус. Сирійські ракетні катери своєю чергою також виявили вертольоти, але прийняли їх за надводні цілі. Один сирійський катер був висланий для дорозвідки. Однак, не дочекавшись результатів розвідки, командир сирійської тактичної групи вирішив атакувати противника. З дистанції 13-19 миль були випущені в одному залпі усі боєготові ракети П-15. Ізраїльські вертольоти, виявивши пуск ракет, різко набрали висоту і вийшли із зони спостереження корабельних РЛС. Сирійці класифікували зникнення відміток цілей на екранах РЛС як їх знищення і стали відходити зі швидкістю 24 вузлів під прикриття берегової артилерії. Зі швидкістю понад 30 вузлів ізраїльські катери почали переслідування. Ізраїльські катери розділилися на дві групи — «Решеф» і «Мівтах» відвернули ліворуч, а «Мезанек» і «Гааш» почали обходити сирійське з'єднання праворуч, намагаючись взяти сирійців у «кліщі».
Відходячи, сирійський катер 205-го проекту здійснив пуск останніх двох «Термітів», втім ракети розірвалися в воді за кормою ізраїльтян — спрацювала система радіоелектронного придушення.
Після зближення на відстань ефективного пуску «Габріель», ізраїльтяни завдали ракетного удару по сирійських катерах: два з них були знищені прямими попаданнями ракет, а третій 183-Р, ухиляючись від ракет і артилерійського вогню, на повному ходу викинувся на берег південніше Латакії, де о пів на першу годину ранку 7 жовтня з відстані близько 1 км був добитий вогнем з 40-мм артилерійської установки L/70 ракетного катера INS Miznak.

## Наслідки бою
Бій біля Латакії став першим у військово-морської історії боєм, в якому протиборчі сторони застосували протикорабельні крилаті ракети. У бою 7 жовтня, що тривав близько двох годин, ВМС Сирії втратили тральщик, один торпедний і три ракетні катери. При цьому з п'яти кораблів чотири були знищені протикорабельними ракетами. Під час повторної атаки на Латакію в ніч на 11 жовтня були потоплені ще по одному ракетному катеру проектів 205 і 183-Р, а також два торговельні судна.
Поступаючись сирійцям в потужності і дальності застосування ракетної зброї, ізраїльтяни продемонстрували тактичну і технічну перевагу за рахунок:
- використання авіаційного радіолокаційного наведення корабельної ударної зброї, що значно розширило зону радіолокаційного покриття, дозволило приймати рішення про застосування зброї на упередження;
- широкого застосування засобів радіоелектронної боротьби і радіоелектронного придушення як засобів маскування і перешкоджання застосуванню зброї противником;
- комбінованого застосування ракетної і артилерійської зброї.

У цих боях в ізраїльтян виявилися набагато кращими як тактика, так і техніка. Їх ПКР «Габріель» власного виробництва були набагато менші за розмірами, ніж арабські П-15 радянського виробництва, але для бою між катерами вони підходили набагато краще. При цьому у ізраїльських катерів було сильніше артилерійське озброєння, завдяки чому вони успішно добивали пошкоджені «Габріель» катери противника.